# Гоя (Німеччина)
Гоя (нім. Hoya) — місто в Німеччині, розташоване в землі Нижня Саксонія. Входить до складу району Нінбург. Складова частина об'єднання громад Графшафт-Гоя.
Площа — 8,5 км2. Населення становить 3905 ос. (станом на 31 грудня 2021).

## Галерея

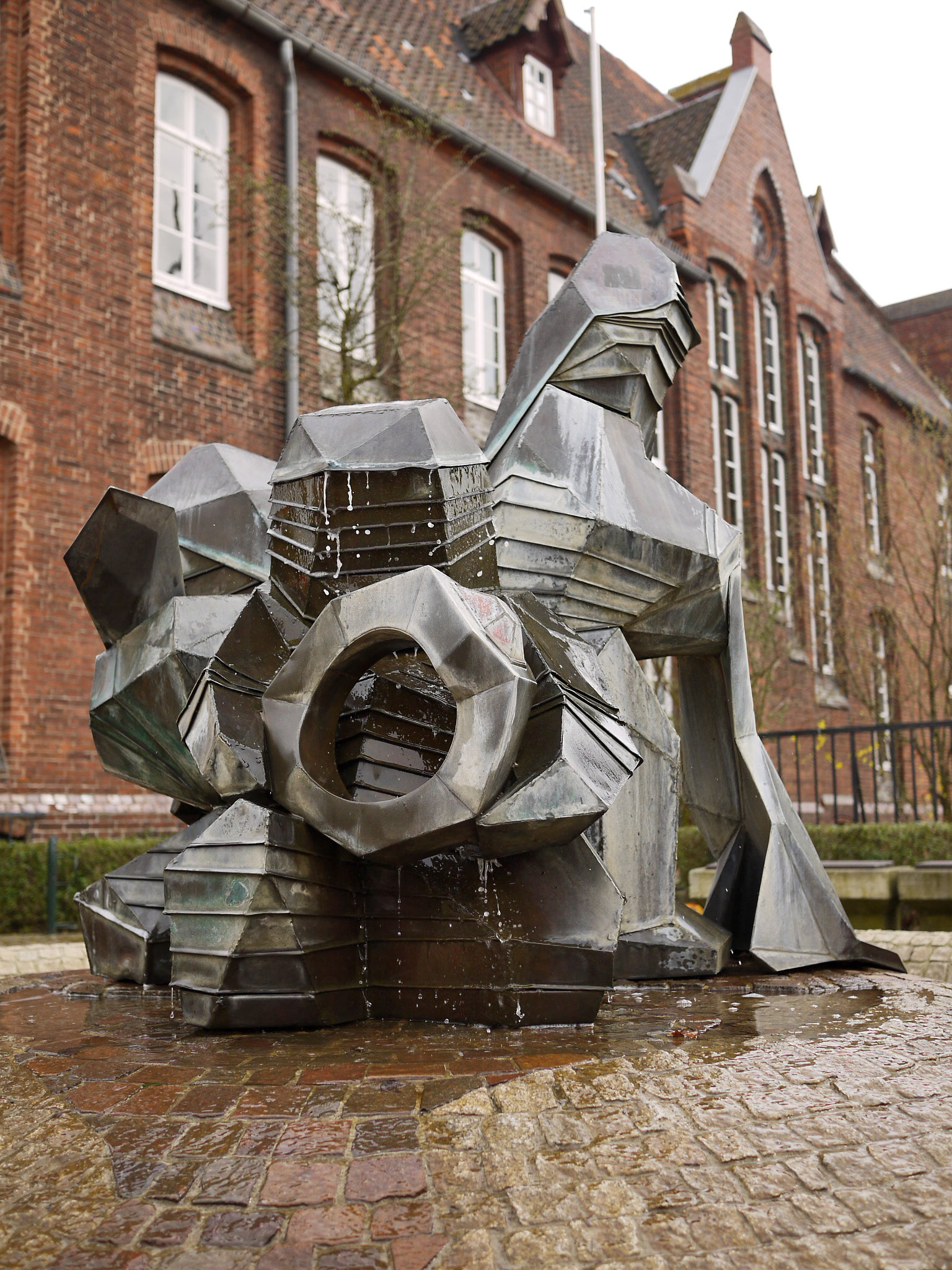
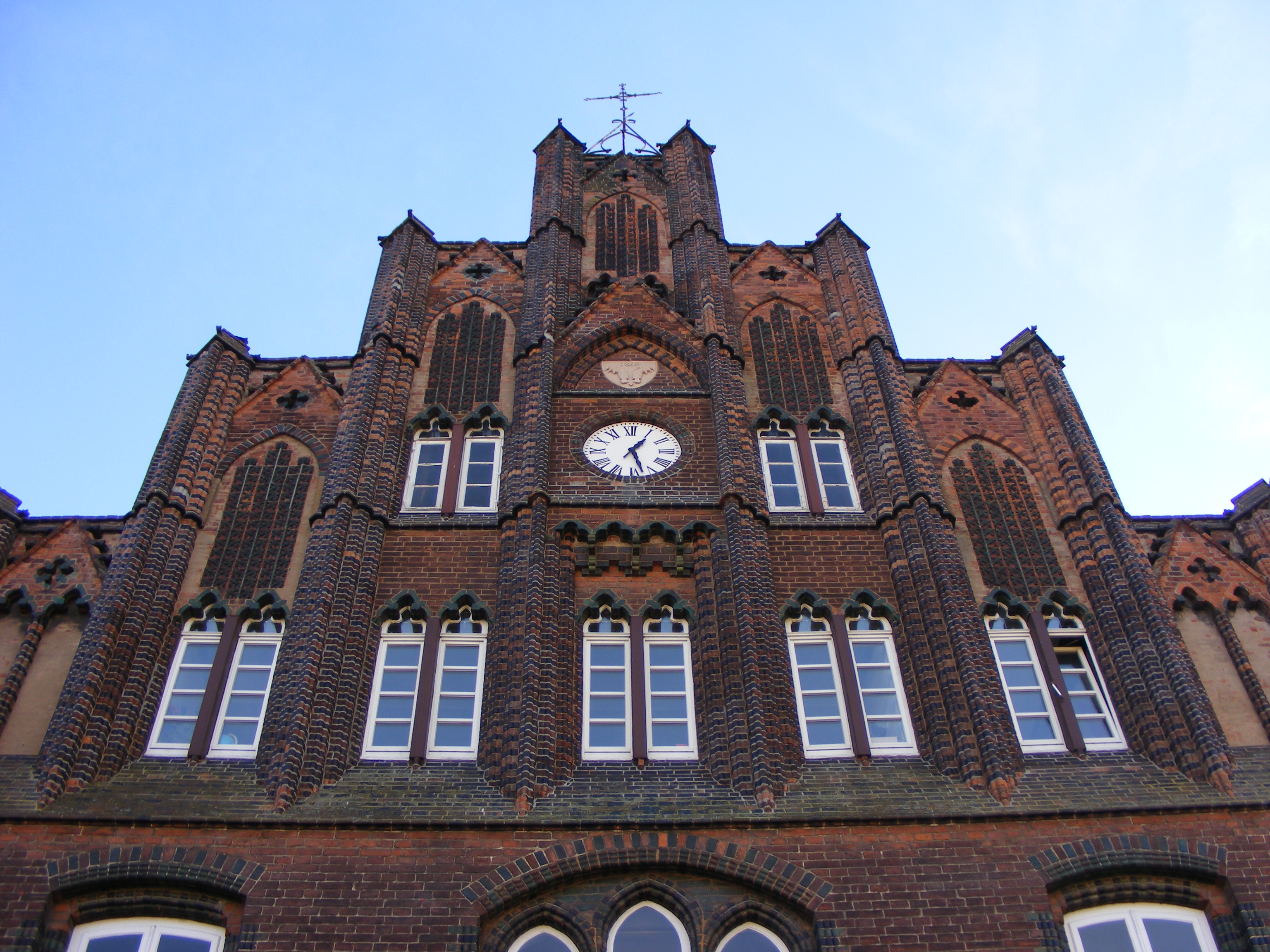
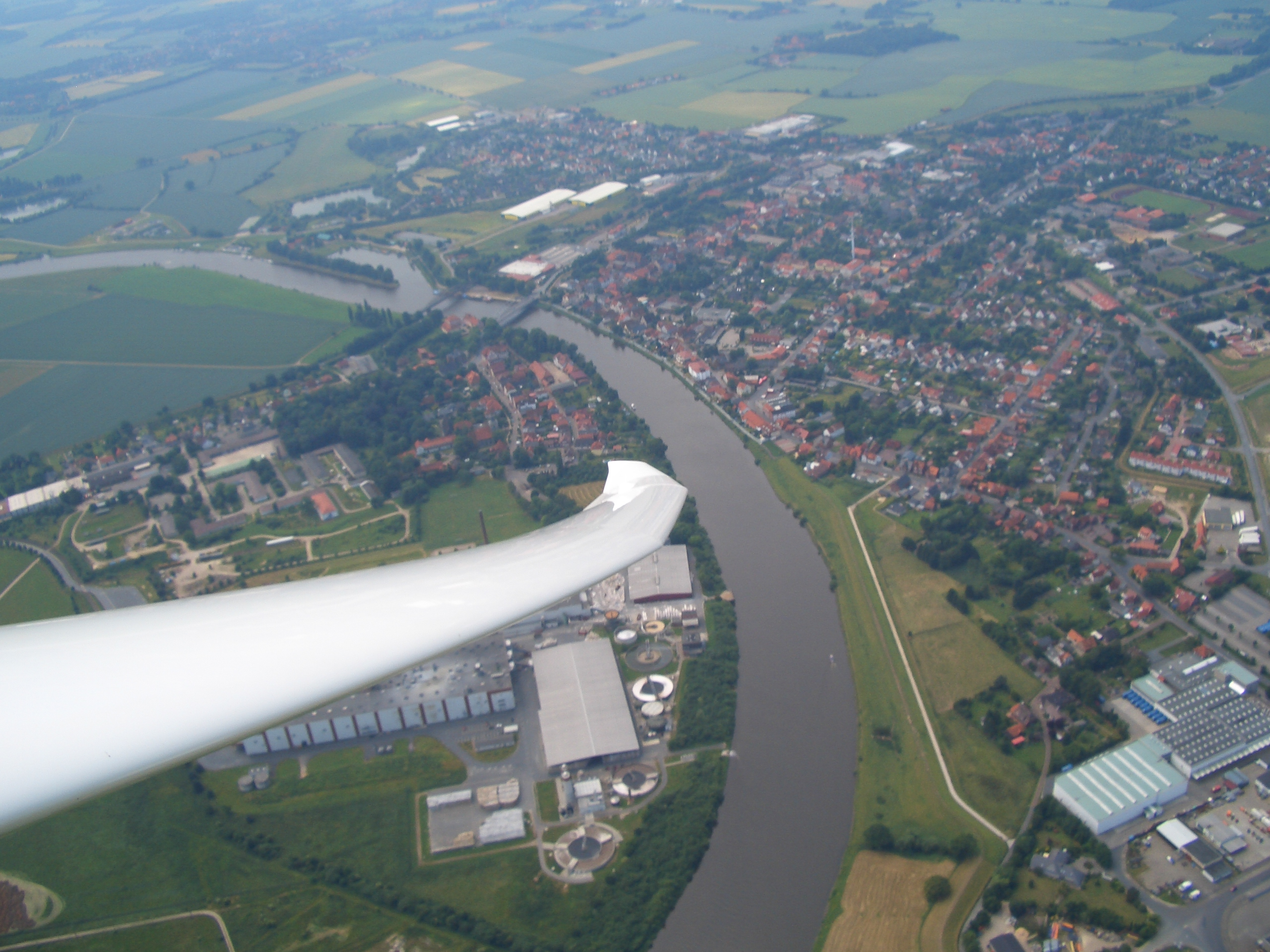
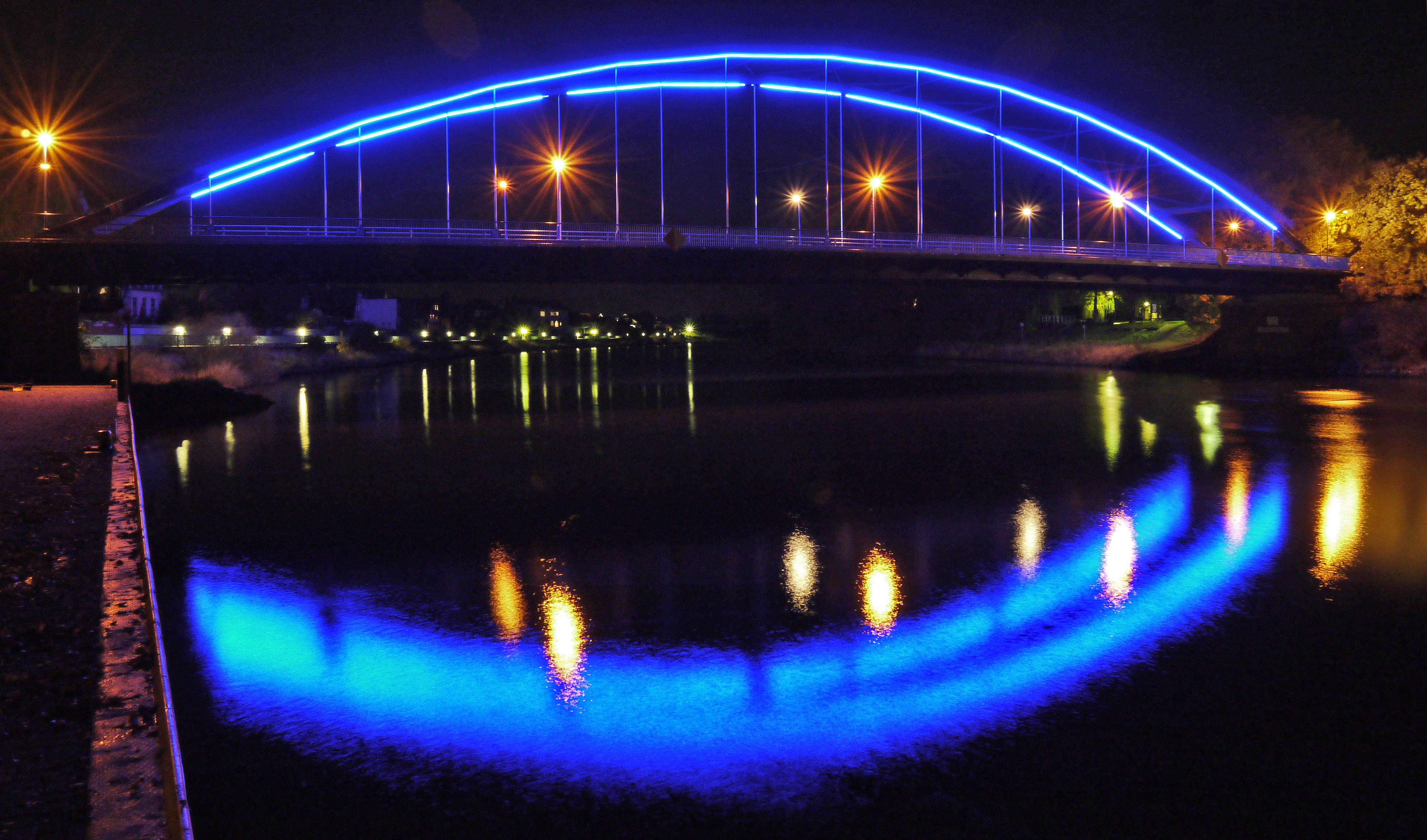
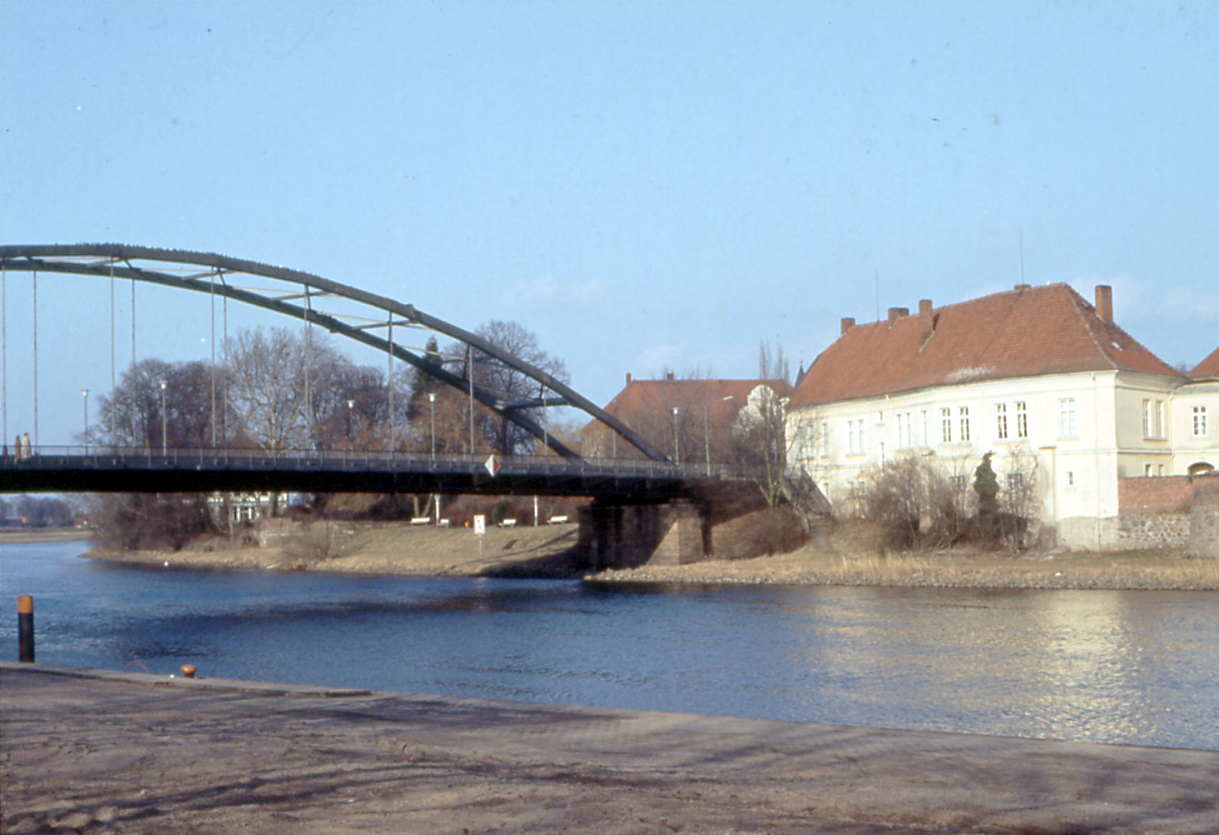
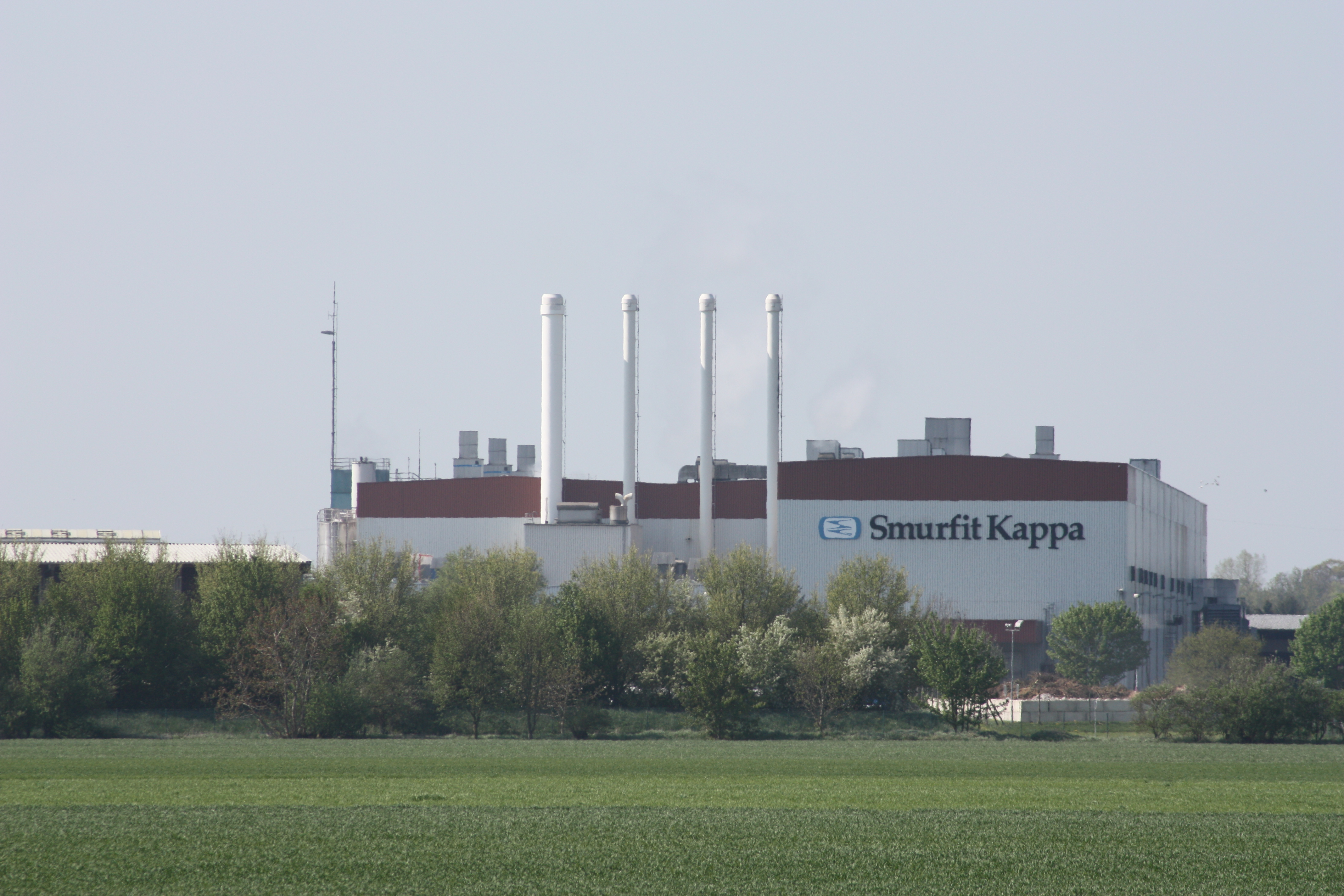